# Локър
Локр в древногръцката митология е син на Мера и Зевс. Според някои от версиите е помагал на Зет и Амфион да построят крепостните стени на Тива.